# ماولتير (عربة نصف مجنزرة)
مولتيا (بالألمانية: Maultier) عربة نصف مجنزرة ألمانية استخدمت خلال الحرب العالمية الثانية. يبلغ وزن العربة 7 أطنان وقد صممت عام 1942 واستخدمت حتى نهاية الحرب عام 1945.

## التاريخ
في عام 1941 وخلال الحرب على الاتحاد السوفيتي ادركت القيادة الألمانية عدم فاعلية شاحنات النقل المدولبة للعمل في بيئة موحلة وهو ما اتضح بعد انتهاء شتاء عام 1941، مما يؤدي إلى إعاقة خطوط امداد الجيش الألماني في الجبهة الشرقية , المركبة الصالحة في هكذا بيئة هي المدرعات النصف المجنزرة إلا أن سحب هذه المدرعات من واجباتها وجعلها تعمل في أعمال النقل هو حل غير عملي لذا قامت ألمانيا بتصميم مركبة جديدة نصف مجنزرة مخصصة للنقل ويمكنها اجتياز هذه الظروف الصعبة وإيصال ما تحمله إلى الجبهة الأمامية.
و كان تبديل خطوط الإنتاج والتصنيع في المصانع الألمانية عن ما تصنع حاضرا مكلفا بشكل واضع ويعيق خطط الإنتاج والعدد المنتج , لذلك تم استغلال مصانع الدبابة بانزر-2 الخفيفة وتم استبدال المحور الخلفي لشاحنة أوبل غالبا بمجنزرات هذه الدبابة وكانت بجانب هذا الاستغلال المفيد أيضا اقتصادي.

## المهمة
كانت مهمة هذه النصف مجنزرة هو إيصال المعدات والأغذية والأدوية وكل ما يحتاجه الجيش الألماني وقوات المحور , واستخدمت غالبا شاحنات أوبل المسمى Opel Typ S/SSM trucks . ولكن اضطر الألمان إلى جر هذه المركبة إلى مهمة أخرى !! القتال . فتم تركيب بطاريات الوحدة الصاروخية من المدفعية الألمانية المسمى نيبل فيرفير Nebelwerfer التي كانت تشكل جزء من منظومة المدفعية الألمانية , فتم إضافتها إلى تشكيلات المدرعات الألمانية , حيث كانت غالبا المدفعية الصاروخية ذات برج مستقل أعلى المولتيا وتتكون المنظومة الصاروخية من 10 أنابيب إطلاق عيار 150 مم 15-cm Panzerwerfer
42 , طلب الجيش الألماني النازي 3000 من هذه العربات نصف المجنزرة , وأول الدفعات من هذه النصف المجنزرات تم وضعها في الجبهة الشرقية سنة 1943 وكان لها طاقم مكون من 3 , حيث توضع الذخيرة في خزائن على يمين ويسار الصالة , وتم صناعة بعض هذه المركبات بدون المدفعية الصاروخية حيث كانت تتبع العربات نصف المجنزرة لإيصال الصواريخ فقط , بالنسبة للتدريع فقد كان يتحمل فقط الرصاص والشظايا لا غير .

## خصائص المولتيا
المولتيا ( قاذفة صواريخ / ناقلة إمدادات نصف مجنزرة )
- الطاقم : 3
- الوزن : 7100 كغ
- المحرك : واحد 3.6 ليتر 6 سلندر محرك بنزين
- قياسات : الطول 6.0 م ( 19 قدم 8.2 إنش ) العرض 2.2 م ( 7 قدم ) الارتفاع 2.5 ليتر ( 8 قدم 6 إنش )
- الأداء : 38 كم / سا 30 ميل / سا

## وصلات خارجية
- http://www.youtube.com/watch?v=jI_zkLDDZtE